# Землетрясение в Фьордленде (2009)
Землетрясение в Фьордленде — сильное землетрясение магнитудой 7,8, произошедшее в среду 15 июля 2009 года в 21:22 по местному времени (UTC+12:00) на Южном острове Новой Зеландии. Эпицентр землетрясения находился в труднодоступном районе Фьордленд, в 150 километрах к западу-северо-западу от Инверкаргилла, около фьорда Даски-Саунд в Национальном парке Фьордленд. Гипоцентр землетрясения располагался на глубине 12 километров. Это землетрясение считается крупнейшим землетрясением Новой Зеландии с момента Землетрясения в Хокс-Бей 1931 года, магнитуда которого была такой же - 7,8.

## Тектонический сдвиг
Землетрясение произошло в результате тектонического сдвига во взбросе, образованном в зоне субдукции Тихоокеанской плиты, погружающейся под Австралийскую плиту. В результате землетрясения горные породы переместились на большом участке, с поднятием в эпицентре землетрясения на высоту до 1 метра.
Новозеландский Институт геологических и ядерных исследований (GNS Science) дал первоначальную оценку силе землетрясения в 6,6 магнитуд, но затем эта оценка была пересмотрена и сила землетрясения была оценена в 7,8 магнитуд.
Энергия, высвободившаяся при землетрясении, оценивалась в эквиваленте 

500 миллионов тонн взрывчатки, в 25 000 раз мощнее, чем взрыв атомной бомбы в Нагасаки в 1945 году.Оригинальный текст (англ.)500 million tonnes of TNT, and 25,000 times more powerful than the atomic bomb dropped on Nagasaki in 1945— 
Землетрясение послужило причиной изменения топологии Южного острова. Так, мыс Пьюсегур на юго-западной оконечности острова, переместился на 30 сантиметров к западу, в сторону Австралии. Те-Анау переместился на 10 сантиметров, Блафф — на 3 сантиметра, а Данидин — на 1 сантиметр. Считается также, что в результате этого землетрясения увеличилось напряжение в южной части Альпийского разлома. После землетрясения было зафиксировано большое количество афтершоков.

## Последствия
Землетрясение ощущалось на Южном острове и в южной части Северного острова, до Нью-Плимута. О раненых и погибших не сообщалось, разрушения были незначительными. В некоторых районах Южного острова происходили перебои с электроснабжением. В комиссию по землетрясениям были поданы свыше 200 заявлений о возмещении ущерба.
Оползни в национальном парке Фьордленд, случившиеся неподалёку от Даски-Саунд, создали большие просеки среди деревьев.

## Цунами
Специальными службами Новой Зеландии и Австралии, а также центром предупреждения о цунами в Тихом океане на Гавайях были опубликованы предупреждения о цунами. Силы гражданской обороны в Саутленде также опубликовали предупреждение о «потенциальном цунами», выразив свои опасения по поводу разнящихся оценок силы землетрясения. Реакцией на предупреждения Гавайского центра стала эвакуация около 50 жителей и гостей острова Лорд-Хау, а также посетителей театра на Бонди-Бич в Сиднее. Жителей попросили держаться подальше от берега. В ходе землетрясения в Хаст были зарегистрированы волны с длиной волны в два метра. Амплитуда волн составила 17 сантиметров. Позже предупреждения о цунами были отменены или ослаблены.